# BK Zeros
BK Zeros är en fotbollsklubb från Motala i Sverige. Klubben bildades 1932. Klubben spelar för närvarande i Division 6 (Västra Östergötland), där de har legat de senaste åren. 2019 tog Emil Cleve och Richard Adolfsson över laget. 
Den 30 augusti 1990 vann BK Zeros över Djurgårdens IF i Svenska Cupen med 2-1. BK Zeros spelade då i Division 4 och Djurgården i Allsvenskan.